# 창원사파고등학교
창원사파고등학교(昌原沙巴高等學校)는 대한민국 경상남도 창원시 성산구 사파동에 있는 공립 고등학교이다.

## 학교 연혁
- 2001년 2월 27일 : 창원사파고등학교 설립 인가(10학급)
- 2001년 3월 8일 : 개교 및 제1회 입학식
- 2006년 7월 15일 : 교기(여자 골프부) 창단식
- 2012년 4월 9일 : 교기(남자 골프부) 창단식
- 2022년 12월 28일 : 제20회 졸업식(210명) (졸업생 누계 6,914명)
- 2023년 3월 2일 : 제10대 정영렬 교장 취임
- 2023년 3월 2일 : 제23회 입학식(194명)

## 참고 자료
- 창원사파고등학교 - 한국교육학술정보원 학교알리미